# جورج بي. هاندلي
جورج بي. هاندلي (بالإنجليزية: George B. Handley)‏ هو قسيس أمريكي، ولد في 16 أكتوبر 1964.